# Scirtes orbicularis
Scirtes orbicularis är en skalbaggsart som först beskrevs av Georg Wolfgang Franz Panzer 1793.  Scirtes orbicularis ingår i släktet Scirtes, och familjen mjukbaggar. Enligt den svenska rödlistan är arten nära hotad i Sverige. Arten förekommer i Götaland. Artens livsmiljö är våtmarker, sjöar och vattendrag.